# کورت بایدنکوپف
کورت بایدنکوپف (انگلیسی: Kurt Biedenkopf؛ زادهٔ ۲۸ ژانویهٔ ۱۹۳۰ – درگذشته ۱۲ اوت ۲۰۲۱) سیاستمدار، حقوقدان و استاد دانشگاه اهل آلمان بود.